# Anatolij Marčenko
Anatolij Tichonovič Marčenko (23. ledna 1938, Barabinsk, Novosibirská oblast – 8. prosince 1986, Čistopol) byl jedním z disidentů v bývalém Sovětském svazu.

## Život
V roce 1968 napsal otevřený dopis světovému tisku na podporu pražského jara v Československu.
Byl členem Moskevské helsinské skupiny, vzniklé v roce 1976, která vyžadovala dodržování závěrů Konference o bezpečnosti a spolupráci v Evropě, zejména ustanovení týkající se lidských práv.
Informoval také o sovětských pracovních táborech a vězeních. Byl odsouzen za „protisovětskou agitaci a propagandu“. Vězněn byl několikrát, celkem strávil ve vězení a ve vyhnanství dvacet let. Zemřel v prosinci 1986 ve věznici v Čistopolu na následky hladovky.
V roce 1988 byl poctěn in memoriam Sacharovovou cenou za svobodu myšlení.

## Dílo
- Мои показания (Moje výpovědi) – paměti z let 1960-1966
- Живи как все (Žij jako všichni)

### České překlady
- Žij jako všichni, Praha, Nezávislé tiskové středisko, 1990, ISBN 80-85196-00-X

Jedinou možností jak bojovat proti vládě zla a nezákonnosti je znalost pravdy.